# Mobiliari a l'antiga Roma

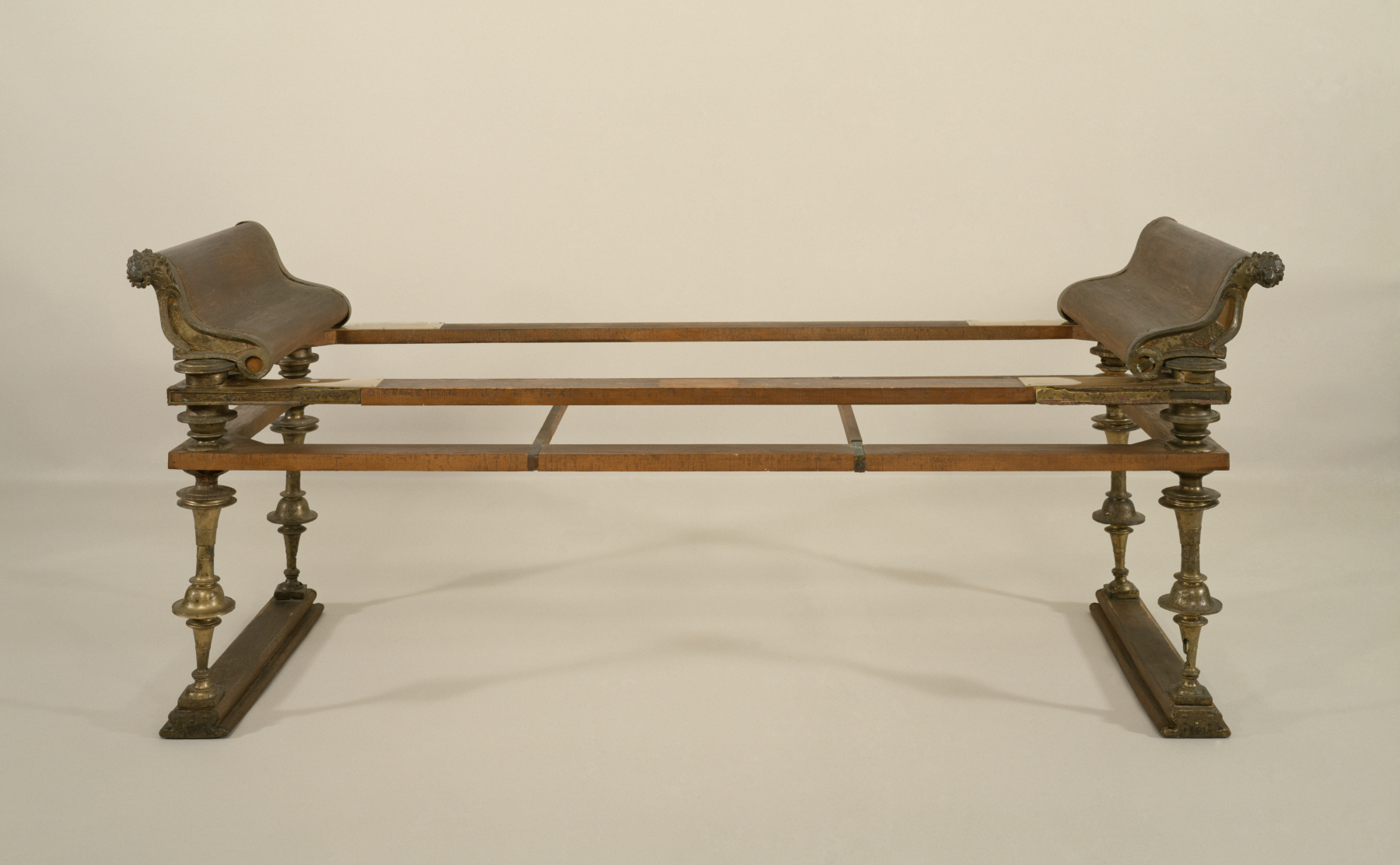
Llit per ajeure-s'hi a menjar durant els àpats (lectus triclinaris), de metall i fusta reconstruïda, provinent d'una tomba romana (Walters Art Museum, Baltimore)

No hi ha gaires mostres de mobliliari romà, ja que els mobles normalment eren fets de fusta, que és un material que no aguanta bé el pas del temps, però els més luxosos solien tenir una estructura metàl·lica, i gràcies a això són els únics que han arribat fins a nosaltres; els mobles utilitzats per les classes benestants eren elegants i poc carregats, en comparació amb els estàndards d'èpoques posteriors, per tant no tan allunyats dels gustos del mobiliari actual. Alguns exemplars fets totalment de metall, com ara els peus de làmpada o els brasers per escalfar-se o per fer-hi sacrificis, han sobreviscut; d'altres van quedar sepultats per l'erupció del Vesuvi de l'any 79 i es van carbonitzar o bé van deixar forats a la roca volcànica que es poden omplir amb guix i fer-ne motllos que ens donen una clara idea de quina era la seva forma original. Les classes altres tenien taules i cadires amb suports de marbre, i també n'han sobreviscut alguns exemples. El vímet era una matèria d'ús habitual per fabricar butaques.
En general, la tipologia i l'estil dels mobles de l'antiga Roma seguien els dels seus predecessors grecs, tant els d'època clàssica com hel·lenística, cosa que fa que sigui difícil diferenciar les formes romanes de les hel·lenístiques en la majoria dels casos. L'arqueòloga anglesa Gisela Richter va fer un estudi tipològic útil per seguir l'evolució del mobiliari grec cap a les seves expressions romanes. El que sabem dels mobles que feien servir els romans deriva principalment de les pintures al fresc i les representacions escultòriques, així com d'algunes peces senceres o fragmentàries i estructures metàl·liques que han arribat fins a nosaltres, moltes de les quals preservades per l'esmentada erupció del Vesuvi, provinents dels jaciments arqueològics de Pompeia i Herculà, que també forneixen una bona quantitat d'imatges de mobiliari a les pintures murals. També hi ha exemples de mobiliari romà reconstruït en diversos museus del món, com ara el Metropolitan Museum of Art de Nova York i els Museus Capitolins de Roma.

## Seients

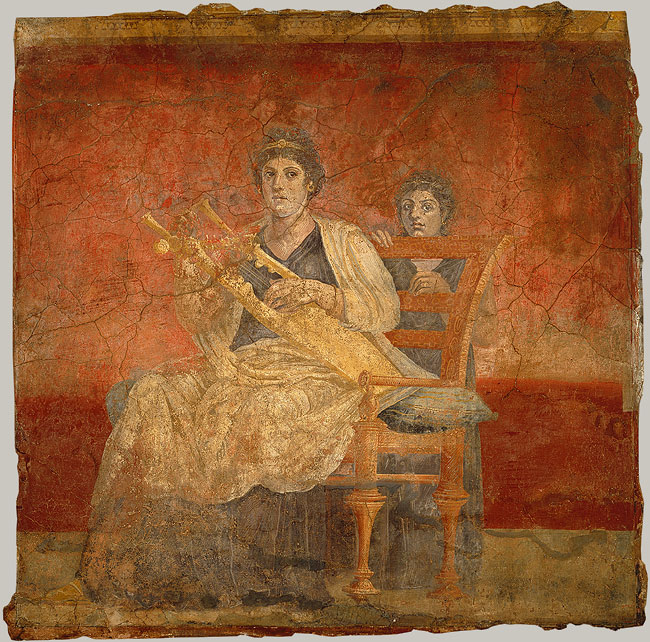
Dona asseguda en una cadira tocant la cítara, en una pintura de la vil·la de Fanni Publi Sinístor (Boscoreale)

La sella, equivalent al nostre tamboret o escambell, o fins i tot a una cadira baixa, era el tipus de seient més habitual durant el període romà, probablement per la facilitat amb què es podia dur d'una banda a l'altra. A més a més, la sella, en les seves formes més simples, era barata de fabricar. De sellae en feien servir tant els esclaus com l'emperador mateix, tot i que els de les classes baixes segurament eren molt més senzills, mentre que la gent benestant tenia accés a fustes precioses, decorades amb incrustacions de metall, vori i fulls d'argent i pa d'or. Les sellae de bronze d'Herculà tenien seient quadrat i potes rectes, travessers ornamentals, i al seient duien rebaixada la forma de les anques, per fer-les més còmodes. La cadira curul (sella curulis), plegable, era un important signe de poder en època romana. Hi havia sellae, amb respatller o sense, que es plegaven com una tisora, com les modernes cadires de càmping, per facilitar-ne el transport.
La cathedra romana era una cadira amb respatller, tot i que no hi ha acord a l'hora de definir què significava exactament aquest terme en llatí. Richter defineix la cathedra com la versió tardana de l'elegant klismós grec, cadira amb respatller corbat, que segons l'arqueòloga no va arribar mai a ser tan popular com el seu predecessor hel·lènic. A. T. Croom, en canvi, considera que la cathedra era una cadira de vímet de respatller alt que feien servir principalment les dones. També s'han representat com a seients d'escola, en què s'asseia el professor mentre dictava la lliçó als seus alumnes congregats al voltant; era, doncs, un símbol de qui manava a classe. Com passa també amb diversos tipus de mobles grecs, en textos llatins apareixen diverses menes de mobiliari romà que no se sap ben bé a què corresponien.
El llatí solium es considera l'equivalent del grec thronos, per sovint es tradueix per «tron». Eren com les cadires actuals amb respatller i braços. Richter distingeix entre tres tipus de solia basats en prototips grecs: els trons de potes corbes, els de potes rectangulars i els grandiosos trons de costats sòlids, dels quals se'n conserven diversos exemplars fets de pedra. A més a més, n'hi havia un altre tipus amb respatller alt i braços que descansava sobre una base cilíndrica o cònica, que segons sembla provenia de formes etrusques.
També hi havia el subsellium, un seient allargat per a dues o més persones, que correspon al banc per seure. Els bancs eren vistos com els seients de la gent humil i es feien servir en granges i cases de pagès i també a les termes. De tota manera, se'n troben així mateix en sales de lectura i als vestíbuls dels temples, i també feien la funció de seient de senadors i magistrats. Els bancs dels romans, com els seus antecedents grecs, eren pràctics perquè s'hi podien asseure grups nombrosos de gent i eren d'ús habitual en teatres, amfiteatres, odèons i en qualsevol lloc on es fessin representacions públiques. Relacionat amb el subsellium però més petit hi havia l'scamnum, usat alhora com a banc i com a reposapeus.

## Llits

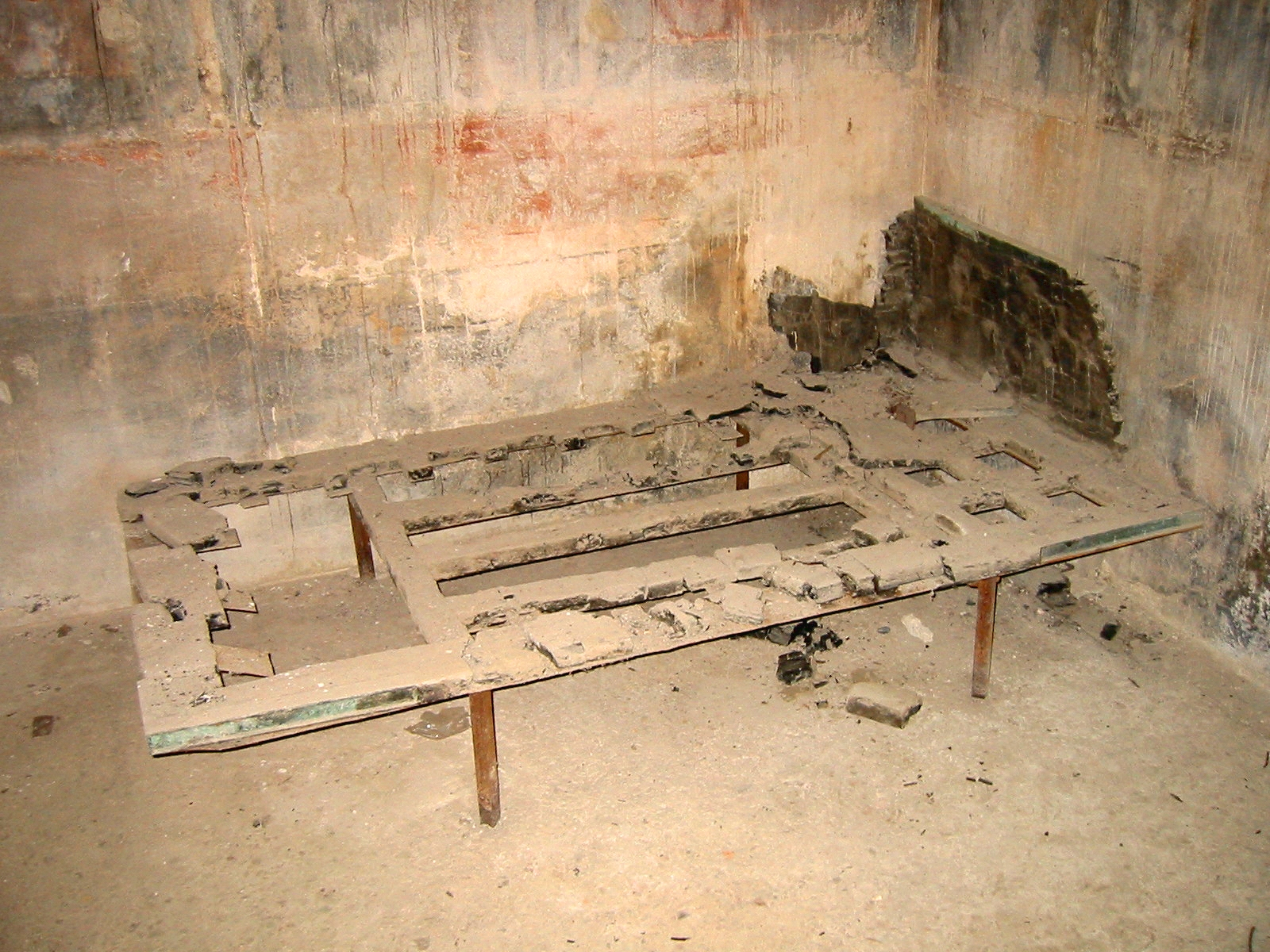
Llit carbonitzat de la Casa de l'Envà de Fusta, a Herculà

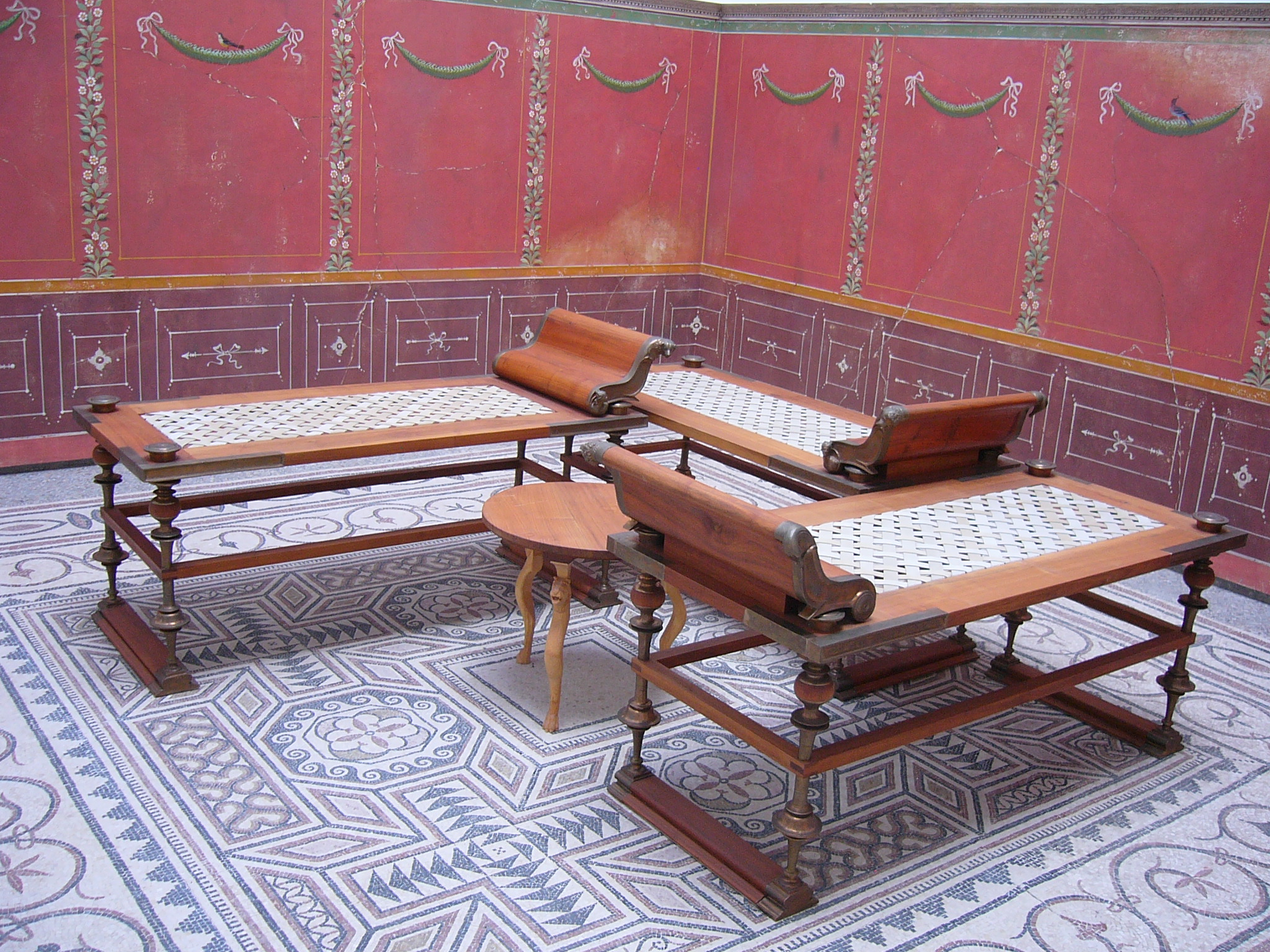
Reconstrucció d'un triclini o menjador, amb tres lecti triclinares o llits per jeure-hi durant els àpats (Archäologische Staatssammlung, Múnic)

De llits romans n'han sobreviscut ben pocs, tot i que de vegades l'estructura de bronze sí que ho ha fet, cosa que ajuda a reconstruir les formes originals. Mentre que en les famílies benestants el llit es feia servir per dormir en un petit cubiculum o dormitori (lectus cubicularis), i també n'hi havia d'altres per ajeure-s'hi a menjar durant els àpats al triclini o menjador (lectus tricliniaris), les capes de la població amb menys recursos solien fer servir el mateix moble per a totes dues funcions. Les dues menes de moble segurament es feien servir indistintament fins i tot entre les famílies benestants, per la qual cosa no sempre és fàcil distingir entre el llit de dormir i el llit dels àpats. La mena de llit més comuna tenia la forma d'una caixa rectangular tancada per tres dels costats, amb l'altre –un dels costats llargs– obert per poder-hi accedir. Mentre que alguns tipus de llits tenien bastiments de fusta, d'altres tenien unes estructures inclinades als extrems, anomenades fulcra, per poder-hi col·locar millor el coixí. El fulcrum dels llits més elaborats que s'usaven als triclinis sovint estaven sumptuosament decorats amb guarniments de vori, bronze, coure, or i argent.

## Taules

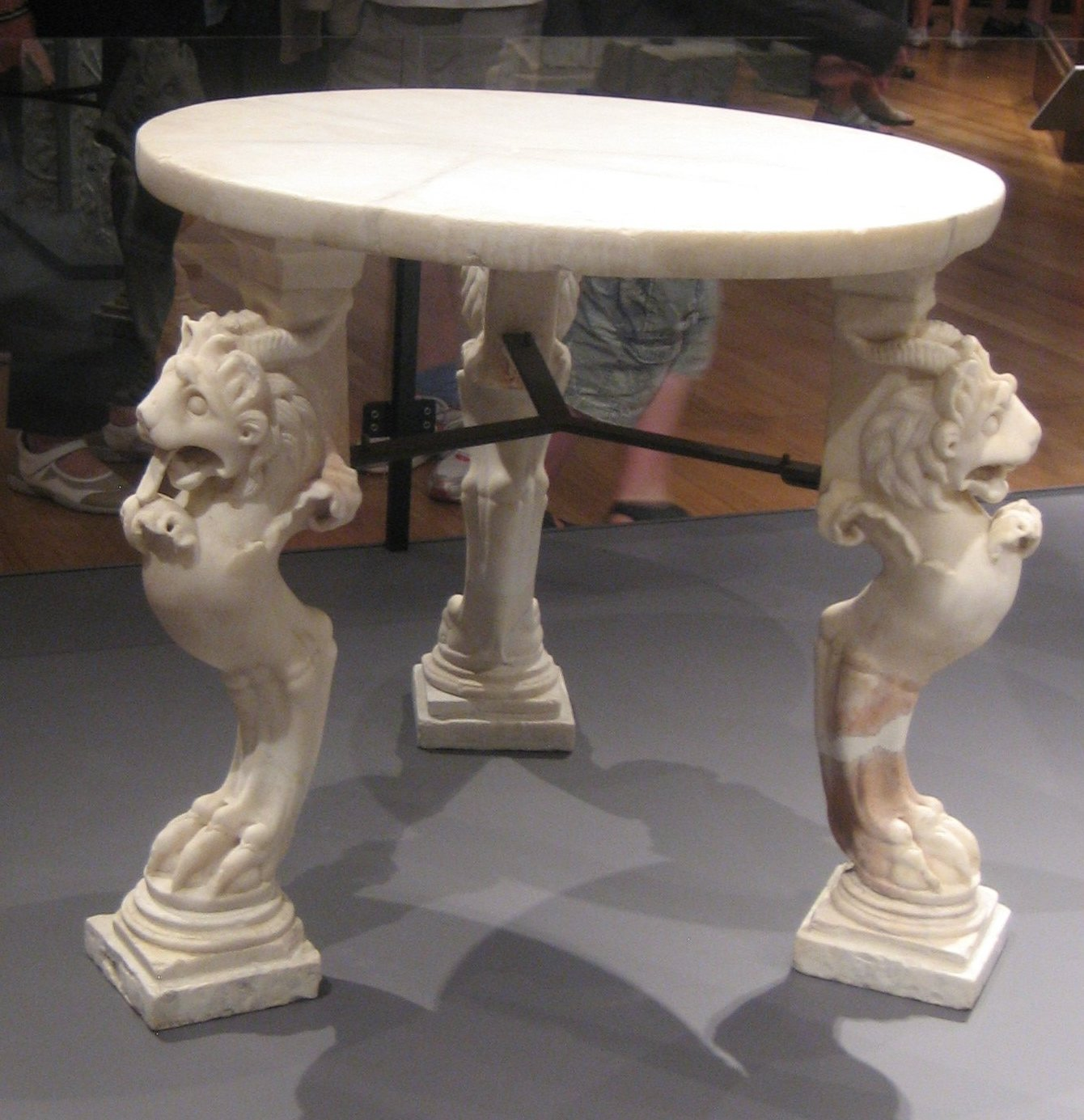
Taula de marbre de Pompeia amb tres trapezòfors en forma de lleó

Entre les taules que feien servir els romans hi havia l'abacus i la mensa, que es distingeixen clarament en els textos llatins. El mot abacus designaria més aviat les taules de tipus utilitari, per treballar-hi, com ara les taules de sabater o les que s'usaven per pastar els aliments, però també d'altres de mena més ostentosa, com ara els aparadors on es mostrava la vaixella de plata. D'altra banda, hi havia la taula baixa, de tres peus, de tipus ornamental, un exemple de les quals era la mensa delphica, que surt representada sovint vora els llits dels triclinis a les pintures romanes. Aquesta mensa a manera de trípode està formada per un tauler rodó aguantat per tres peus sovint molt ornamentats, anomenats trapezòfors. A Herculà es van trobar diversos exemplars de mensae de fusta.

## Romanalles lígnies de mobiliari romà
La font més important pel que fa a mobles de fusta del període romà és la col·lecció de mobiliari carbonitzat procedent d'Herculà. Tot i que l'erupció del Vesuvi de l'any 79 de la nostra era va ser tremendament destructiva per a la regió, l'abrusadora massa de cendres volcàniques, lapil·li i fang que va cobrir la ciutat d'Herculà va acabar conservant els mobles, prestatges, portes i finestres de fusta en forma de carbó. Tanmateix, la seva preservació no està garantida, ja que moltes de les peces es conserven in situ a les cases i botigues originàries, tapades parcialment amb vidre o completament a l'aire lliure i a l'abast de les inclemències meteorològiques i la mà de l'home. Al començament de les excavacions arqueològiques, una bona part del mobiliari es va conservar amb cera de parafina barrejada amb pols carbònica, que protegeix la fusta però enfosqueix detalls importants com els ornaments i les frontisses. Actualment és impossible retirar aquesta capa de cera sense fer malbé el moble. Es van trobar diversos exemplars de mobiliari ligni amb incrustacions òssies i metàl·liques.
A les botigues i a les cuines dels jaciments sepultats pel Vesuvi s'han trobat prestatges i lleixes de fusta, i hi ha una casa amb elaborats envans de fusta que divideixen les habitacions.

## Galeria d'imatges

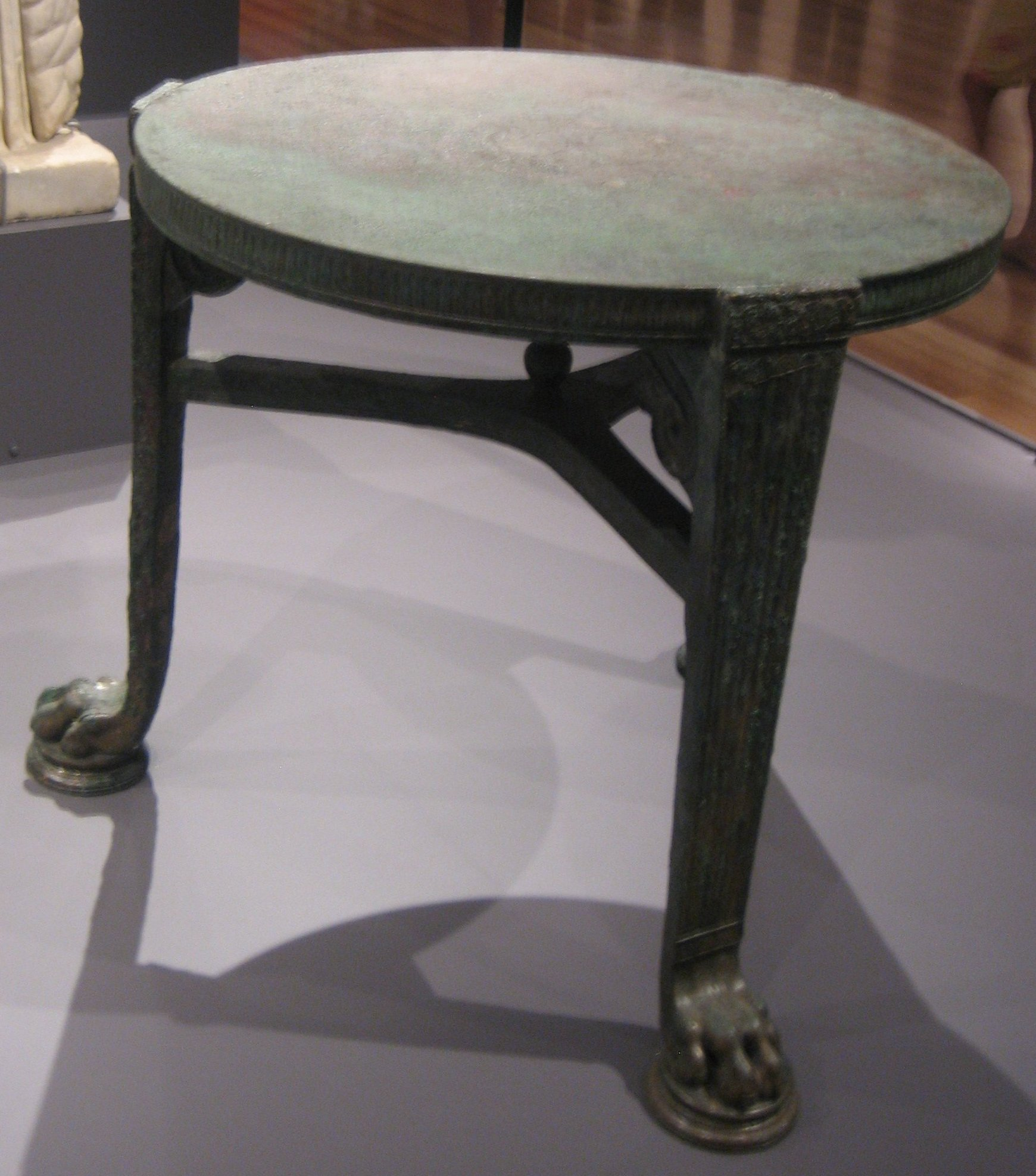
Taula de bronze procedent de Pompeia
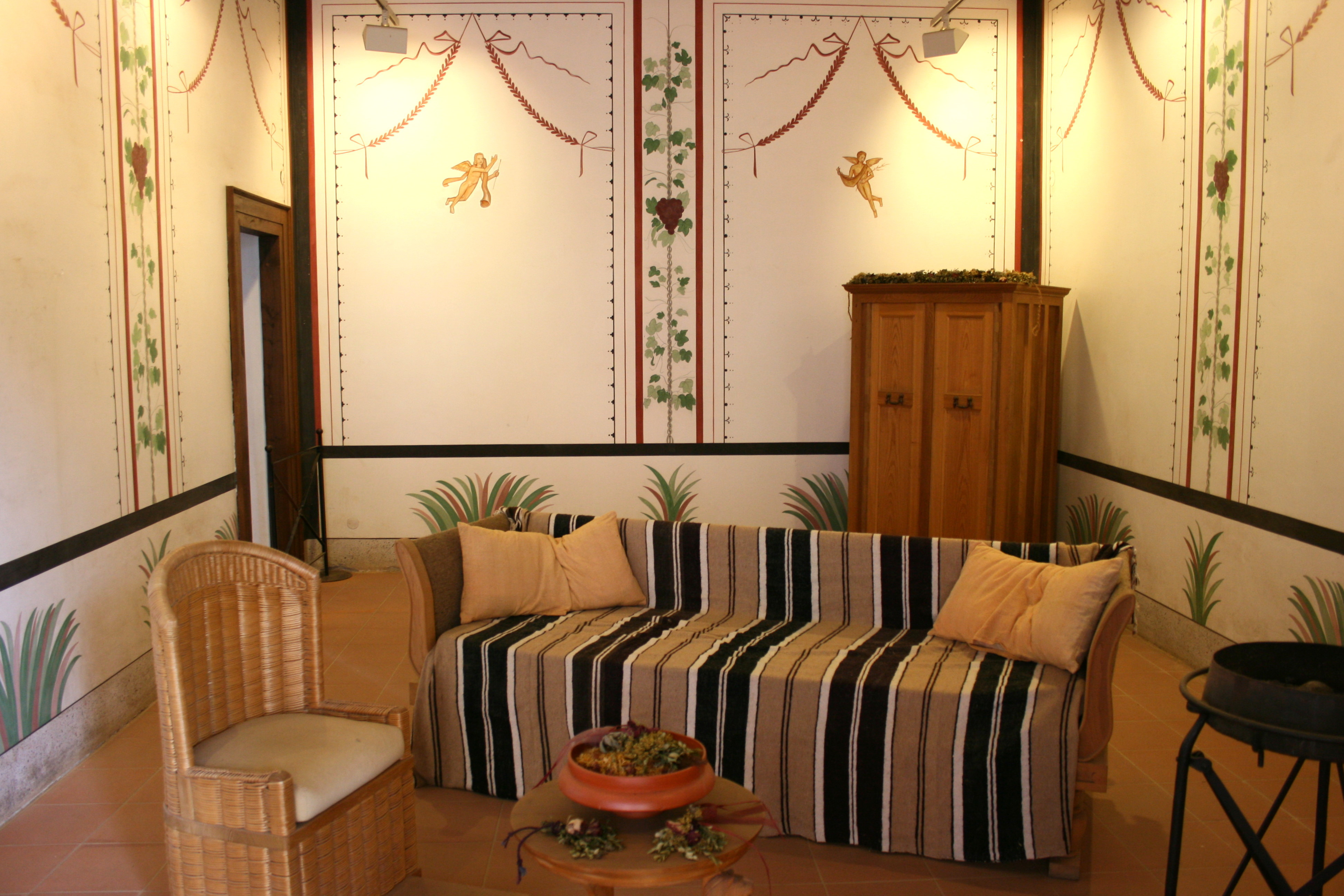
Reconstrucció d'un triclini (parc arqueològic de Xanten)
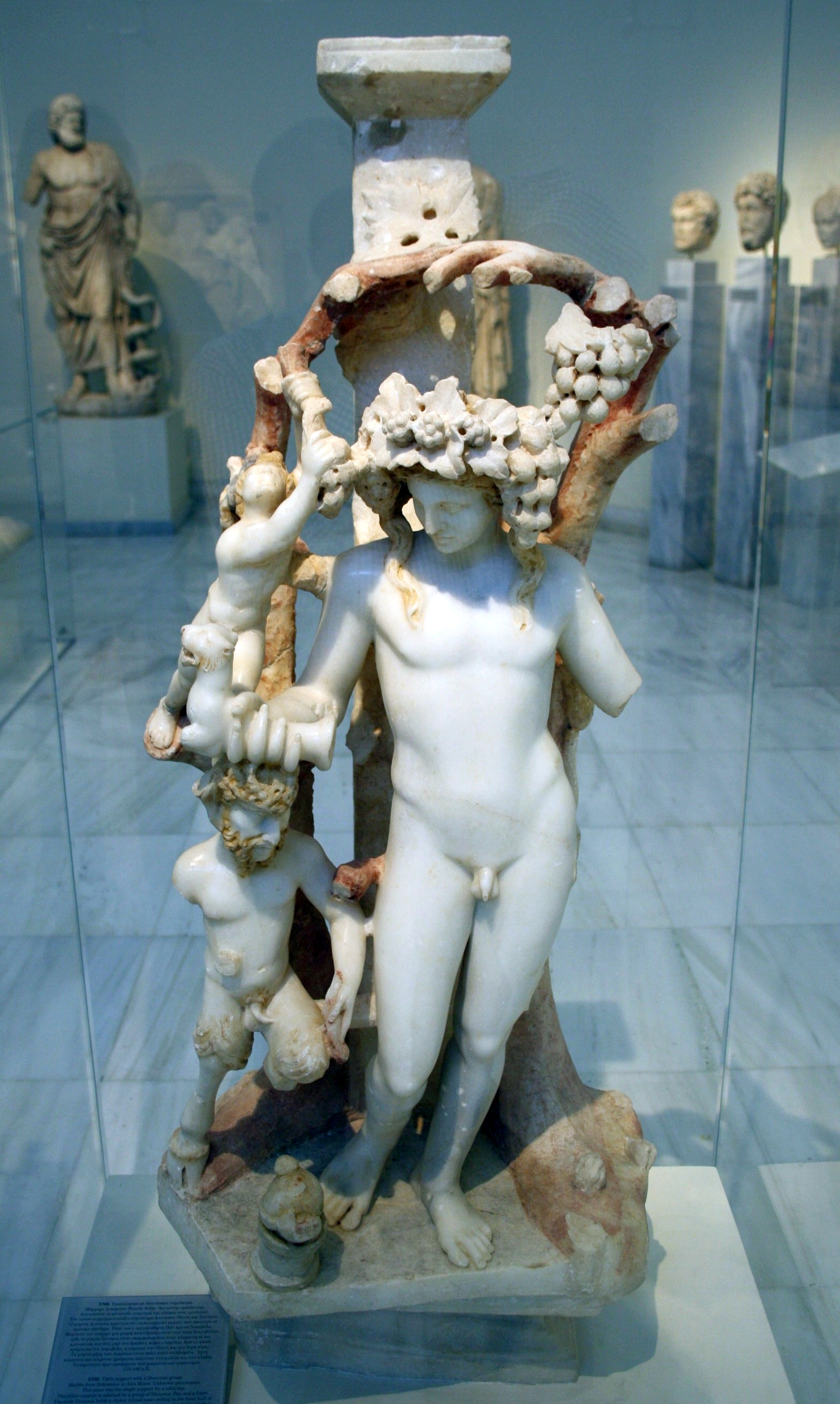
Peu de taula de la Grècia romana amb figures de Dionís, Pan i un sàtir (Museu Arqueològic Nacional d'Atenes)
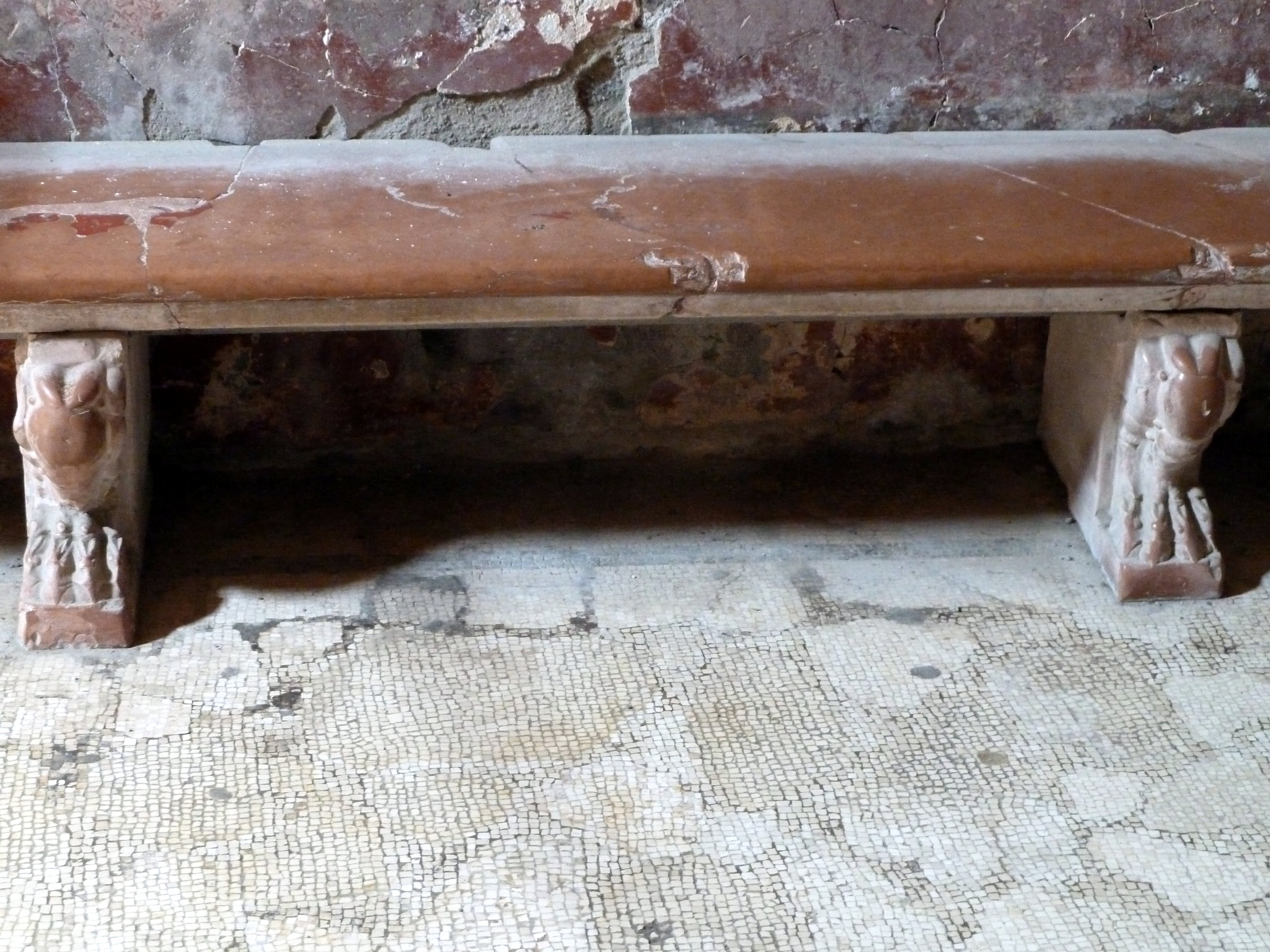
Banc del caldari de les termes femenines d'Herculà
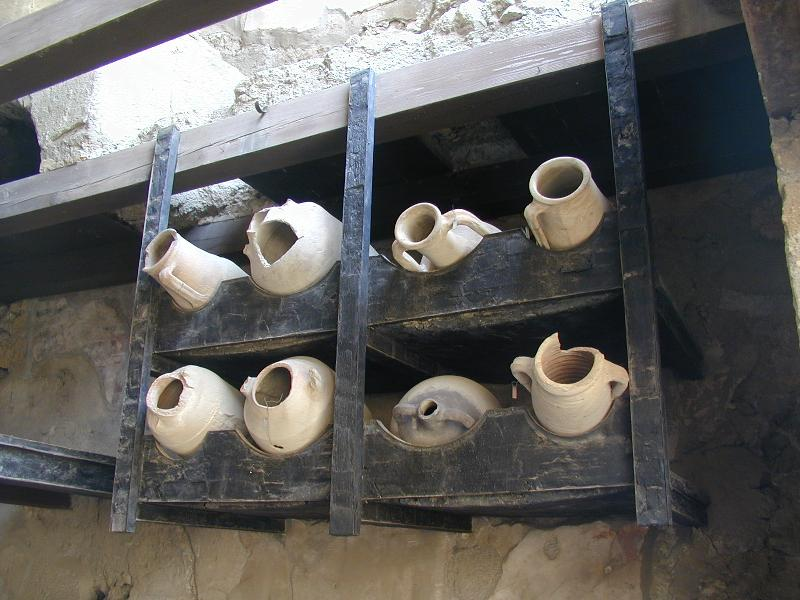
Prestatges per a àmfores a la botiga de la Casa de Neptú i Amfitrite (Herculà)
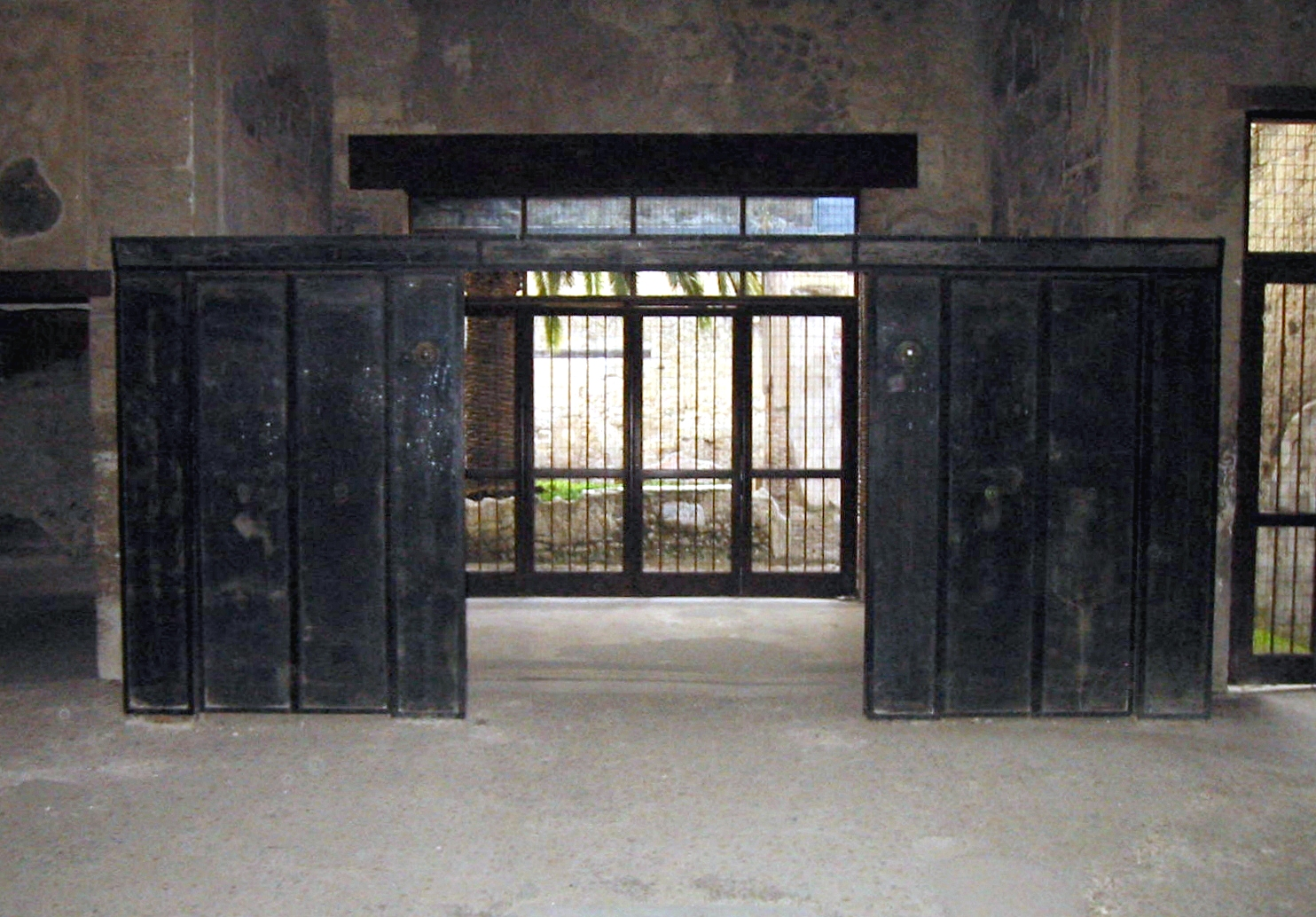
Plafó divisori de la Casa de l'Envà de Fusta, a Herculà
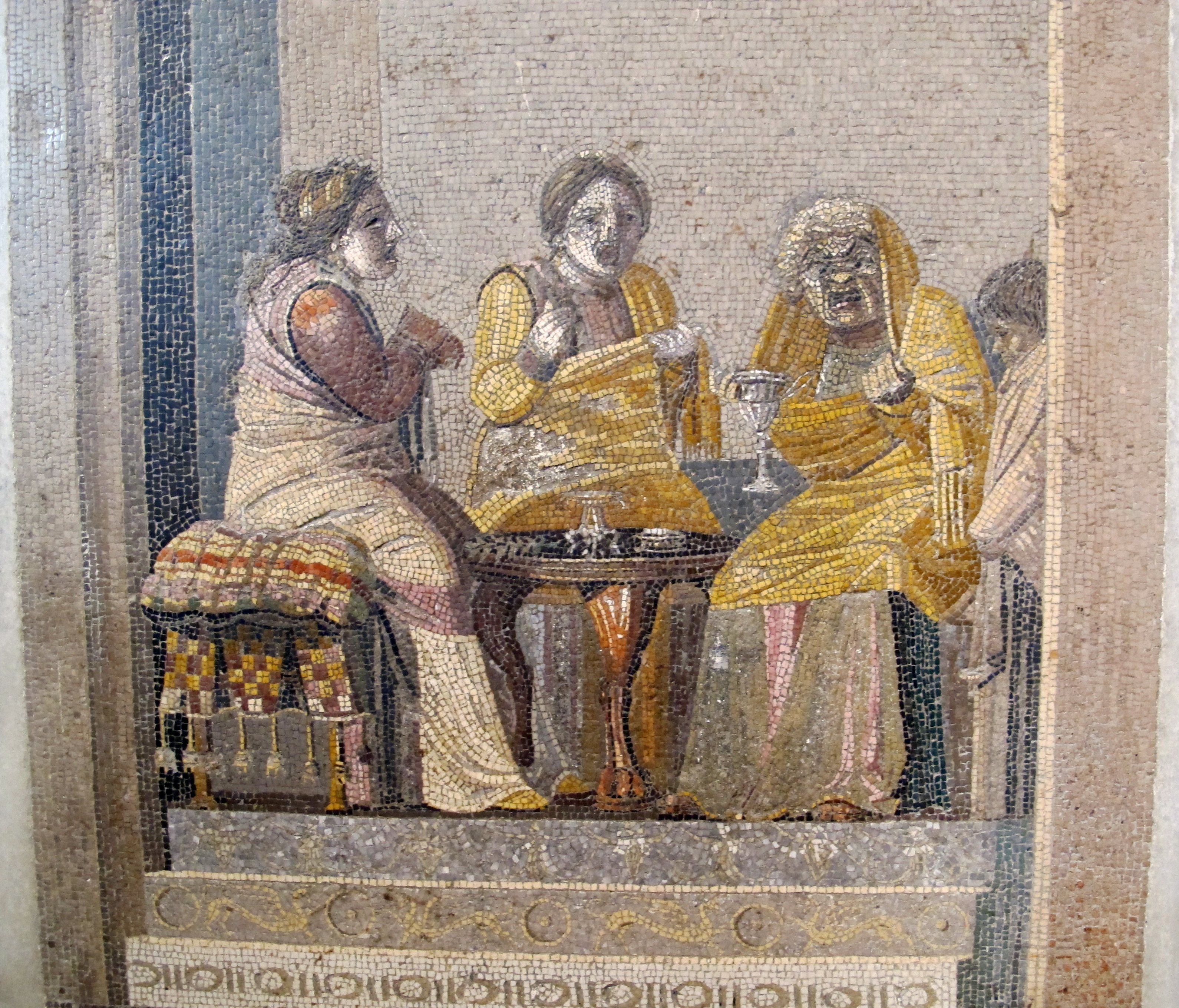
Mosaic de Pompeia amb una escena de comèdia protagonitzada per dues dones que consulten una fetillera (Museu Arqueològic Nacional de Nàpols)
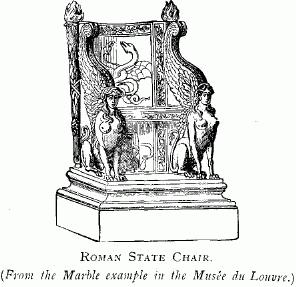
Tron romà de costats sòlids (gravat de la Història del moble, 1893, de Frederick Litchfield)
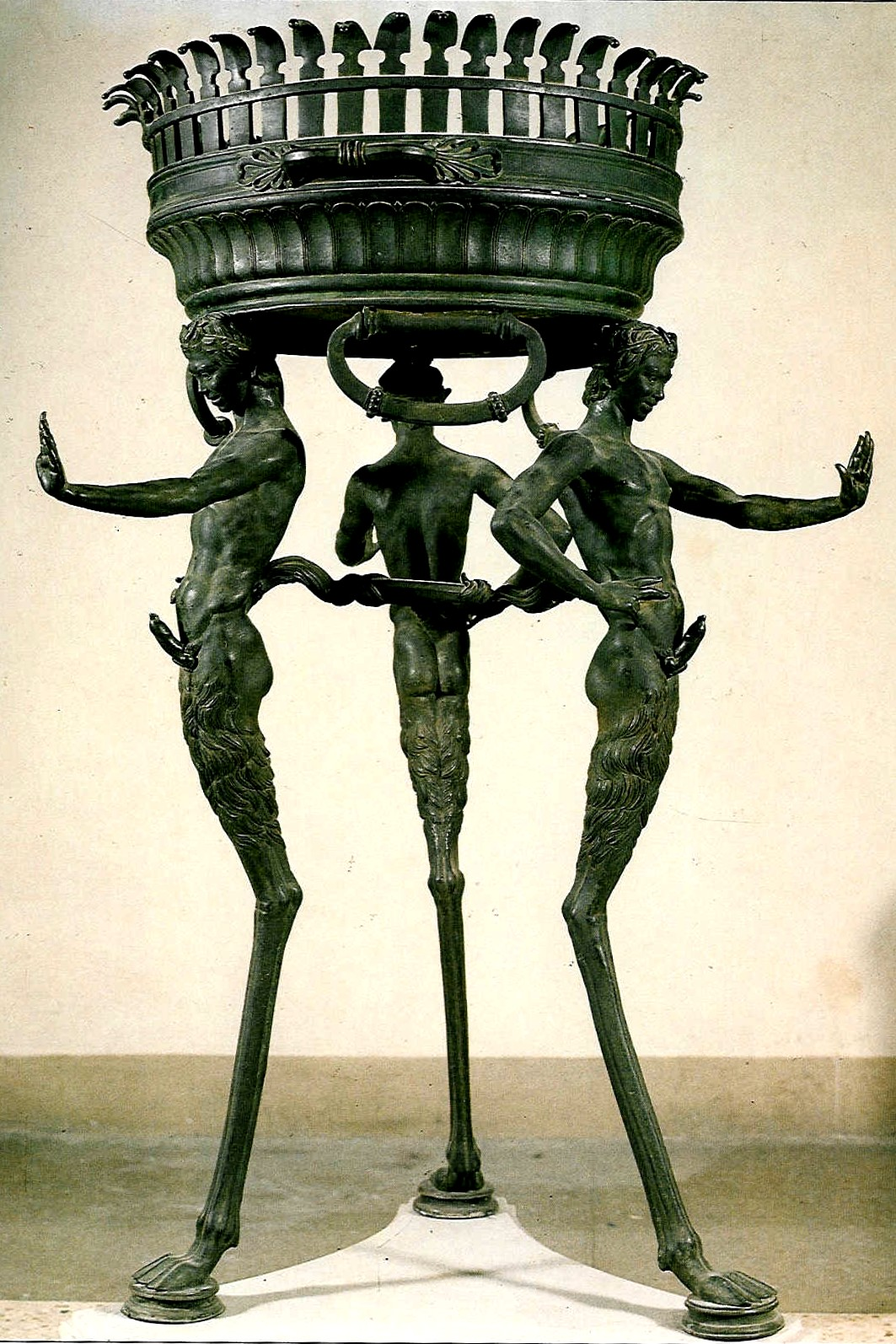
Braser de metall amb sàtirs de Pompeia (Museu Arqueològic Nacional de Nàpols)